# Molten Acentec

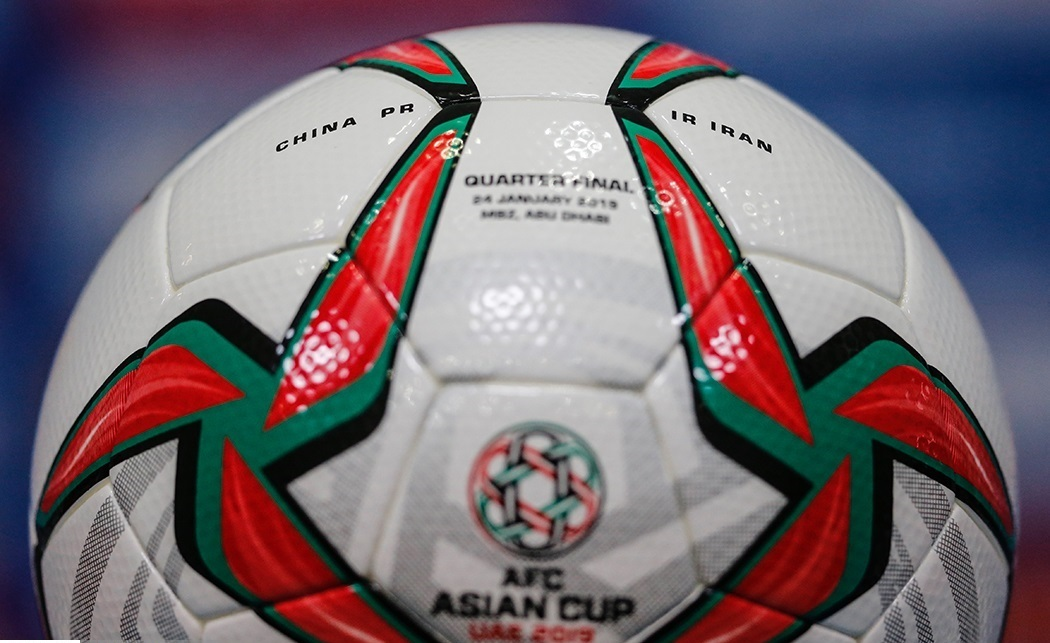
Quả bóng trong Cúp bóng đá châu Á 2019

Molten Acentec là quả bóng trận đấu chính thức cho giải đấu Cúp bóng đá châu Á 2019.

## Thiết kế
Tập đoàn Molten, được biết đến với việc thiết kế các quả bóng bóng chuyền và bóng rổ, được chọn bởi Các Tiểu vương quốc Ả Rập Thống nhất, chủ nhà của giải đấu, để thiết kế quả bóng. Đó là lần đầu tiên, Molten được chọn cho một giải đấu bóng đá.
Theo công ty, Molten sẽ cung cấp các quả bóng được thiết kế đặc biệt cho Cúp bóng đá châu Á sử dụng thiết kế cơ bản của mẫu bóng đá hàng đầu của Molten là Vantaggio 5000 Premier.